# Francesco Grispigni
Francesco Grispigni (fl. XIX secolo) è stato un politico italiano.

## Biografia
Fu eletto assessore all'Istruzione nella seduta comunale del 14 ottobre del 1871, a seguito della quale, il 21 ottobre il sindaco Francesco Rospigliosi Pallavicini si dimise perché in disaccordo con la nomina dei componenti della Giunta Comunale. Come ultimo atto il sindaco, delegò Grispigni alla firma degli atti del Sindaco., solo dopo che i due assessori eletti con più voti, vi rinunciarono (il Grispigni era risultato terzo degli eletti).